# 日展 (企業)
株式会社日展（にってん）は、複合商業施設や博物館等の文化・学習施設、博覧会、プロモーションイベントなどを手掛ける業界老舗の総合ディスプレイデザイン会社。
幅広い分野において人々が集う場を創造している。

## 歴史
大正12年（1923年）に鹽見吉三郎が創業した「三共装飾社」の事業を引き継いだ毎日新聞社記者・小林敬三が先見性をもって昭和16年（1941年）に設立した。情報の少なかった時代に展示・博覧会の多くを手掛けた。歩く展覧会は、日本のみならずアジアにおいても巡回展を開催した。

## 沿革
- 1923年（大正12年）
  - 三共装飾社創業。営業項目は各種展覧会資料製作提供。パノラマ、ジオラマ製作、博覧会建築および装飾一般[2]。
- 1936年（昭和11年）
  - 富山市主催「日満産業大博覧会」に親鸞、蓮如にまつわる5場面の大モデオラマを展示[3]。
- 1938年（昭和13年）
  - 株式会社日本展覧会製作配給社に社名変更。
- 1941年（昭和16年）2月25日
  - 株式会社日展設立。まもなく太平洋戦争に突入のため官公庁の各種展示会を主に製作。
- 1943年（昭和18年）9月
  - 日本報道写真協会・大日本飛行協会共同主催「大空へ続く」展を製作展示[4]。
- 1947年（昭和22年）3月
  - 大阪市北区に事務所・工場を新設。
- 1953年（昭和28年）12月
  - 東京支店を開設。ディスプレイ・エキシビション・インテリアを主体とする業務を開始。
- 1954年（昭和29年）11月
  - 名古屋支店を開設。ディスプレイ・エキシビション・インテリアを主体とする業務を開始。
- 1965年（昭和40年）3月
  - 本社を大阪に移転。
- 1970年 （昭和45年）
  - 日本万国博覧会「お祭り広場」諸装置運営業務受託の共同企業体代表を務める[5]。
- 1973年 （昭和48年）10月
  - 名古屋支店金沢分室を開設。53年3月金沢営業所とする。
- 1977年 （昭和52年）3月
  - 東京支店を東上野新社屋に移転。東京事業本部とする。
- 1978年 （昭和53年）
  - 小林敬三が社団法人日本ディスプレイ業団体連合会会長に就任[6]。
- 1979年 （昭和54年）2月
  - 神戸事業本部を神戸市三宮に移転。平成3年4月神戸営業所とする。
- 1982年 （昭和57年）11月
  - 名古屋事業本部社屋を新築。
- 1988年 （昭和63年）10月
  - 総合企画本部を東京赤坂に開設。平成4年10月に東京上野に移転。
- 1992年 （平成7年）10月
  - 総合企画本部を株式会社ランドとして子会社設立。
- 2000年 （平成12年）10月
  - 東京事業本部を本社事業本部とする。
- 2014年 （平成26年）10月
  - 本社事業本部仙台営業所を開設。